# کاترین دیشر
کاترین دیشر (انگلیسی: Catherine Disher؛ زادهٔ ۲۲ ژوئن ۱۹۶۰) یک بازیگر، صداپیشه و کمدین اهل کانادا و برنده جوایز سینمایی کانادا ۲۰۰۴ وجایزه جمینای ۲۰۱۰ است.
او بیشتر برای ایفای نقش مارتا تینسدیل در فیلم ها و مجموعه تلویزیونی  جادوگر خوب شهرت دارد.

## فیلم‌ها

### فیلم
- جادوگر خوب (فیلم)
- باغ جادوگر خوب
- هدیه جادوگر خوب
- سرنوشت جادوگر خوب
- خانواده ی جادوگر خوب
- شگفتی جادوگر خوب
- بازگشت (فیلم ۲۰۱۵)
- یک زندگی جدید

### مجموعه تلویزیونی
- جادوگر خوب
- دگراسی: نسل بعدی
- ماجراهای مرداک
- آلفرد هیچکاک تقدیم می‌کند

### صداپیشگی
- مردان ایکس صداپیشه جین گری
- پیپ و دنیای وسیع بزرگ صداپیشه دراگونفلای
- دانشکده پلیس (پویانمایی) صداپیشه عمه برتا
- اتوبوس مدرسه جادویی صداپیشه چند شخصیت
- آن در گرین گیبلز (مجموعه پویانمایی ۲۰۰۰) صداپیشه چند شخصیت
- رزیدنت ایول ۳: نمسیس صداپیشه جیل ولنتاین